# Saison 2011-2012 du Chartres-Mainvilliers Handball
Chronologie
2012-2013
La saison 2011-2012 du Chartres-Mainvilliers Handball est la première du club en Pro D2, deuxième échelon du handball français. Il atteint les seizièmes de finale de la Coupe de France.

## Avant-saison

### Objectif
La première saison au second échelon du handball français est abordé avec beaucoup d’humilité face à des clubs de grosses agglomérations, habitués à ce niveau de pratique comme Paris, Dijon, Nancy, Besançon, Aix-en-Provence ou Mulhouse. Le maintien est la priorité.

### Budget
Le budget se situe dans le premier tiers du championnat de ProD2, grâce à la participation de partenaires, et notamment la Ville de Chartres et le Conseil Général.

### Transferts
Pour parvenir à cet objectif, le club recrute un jeune gardien (23 ans) en la personne de Jordan Degeorges en provenance du Lanester HB. Emeric Paillasson, arrière polyvalent, et Yacinn Bouakaz, arrière gauche arrive aussi dans l'équipe. 
| Nom               | Poste          | Provenance/Destination |
| ----------------- | -------------- | ---------------------- |
| Arrivées          |                |                        |
| Jordane Degeorges | Gardien        | Lanester HB            |
| Yacinn Bouakaz    | Arrière gauche | ES Nanterre            |
| Emeric Paillasson | Demi-centre    | Saint-Raphaël          |
| Départs           |                |                        |
| Alexis Bertrand   | Arrière        | Levis                  |

## Compétition

### Championnat
La première saison en Pro D2 a permis au club de juger le niveau exigé. Après une lourde défaite à domicile lors de la première journée contre Aix-en-Provence (futur champion), le CMHB enchaîne cinq matchs sans défaites (dont quatre victoires) pour être la surprise de ce début de saison au soir de la 6e journée. S'ensuivent des victoires à domicile et des défaites à l'extérieur jusqu'en décembre. 
Le club vit ensuite une série de 9 matchs sans victoires de décembre à début mars (des journées 11 à 19) qui verra le club couler au classement. Le réveil a lieu le 18 mars (20e journée) et la réception de Dijon pour une victoire d'un but : 28-27. Lors des 6 journées restantes Chartres-Mainvilliers HB ne gagne qu'un seul match, à domicile contre Semur, pour 3 défaites et 2 matchs nul. L'équipe finie à la 7e place à égalité avec Semur (6e) mais départagé à la différence de but particulière.

#### Calendrier
| Journée                                     | Date         | Domicile          | Visiteurs       | Score        |  | Journée       | Date             | Domicile        | Visiteurs         | Score         |
| Matchs aller                                | Matchs aller | Matchs aller      | Matchs aller    | Matchs aller |  | Matchs retour | Matchs retour    | Matchs retour   | Matchs retour     | Matchs retour |
| 1                                           | 10 septembre | CMHB              | Aix-en-Provence | 28-38        |  | 14            | 20 janvier       | Aix-en-Provence | CMHB              | 35-28         |
| 2                                           | 17 septembre | Angers            | CMHB            | 29-33        |  | 15            | 28 janvier       | CMHB            | Angers            | 26-32         |
| 3                                           | 24 septembre | Vernon            | CMHB            | 24-28        |  | 16            | 4 février        | CMHB            | Vernon            | 28-24         |
| 4                                           | 2 octobre    | CMHB              | Billière        | 22-22        |  | 17            | 10 février       | Billière        | CMHB              | 28-24         |
| 5                                           | 8 octobre    | Pontault-Comboult | CMHB            | 24-26        |  | 18            | 19 février       | CMHB            | Pontault-Comboult | 21-21         |
| 6                                           | 15 octobre   | CMHB              | Nanterre        | 31-30        |  | 19            | 2 mars           | Nanterre        | CMHB              | 32-30         |
| 7                                           | 22 octobre   | Dijon             | CMHB            | 22-20        |  | 20            | 18 mars          | CMHB            | Dijon             | 28-27         |
| 8                                           | 28 octobre   | CMHB              | Massy           | 30-27        |  | 21            | 24 mars          | Massy           | CMHB              | 31-29         |
| 9                                           | 11 novembre  | Saintes           | CMHB            | 28-24        |  | 22            | 31 mars          | CMHB            | Saintes           | 27-27         |
| 10                                          | 19 novembre  | CMHB              | Besançon        | 31-29        |  | 23            | Vendredi 6 avril | Besançon        | CMHB              | 32-28         |
| 11                                          | 3 décembre   | Semur             | CMHB            | 31-26        |  | 24            | Samedi 27 avril  | CMHB            | Semur             | 32-29         |
| 12                                          | 9 décembre   | CMHB              | Mulhouse        | 33-33        |  | 25            | Vendredi 4 mai   | Mulhouse        | CMHB              | 38-29         |
| 13                                          | 16 décembre  | Nancy             | CMHB            | 35-35        |  | 26            | Vendredi 11 mai  | CMHB            | Nancy             | 24-24         |
| Bilan : 50 pts en 26 journées (9V, 11N, 6D) |              |                   |                 |              |  |               |                  |                 |                   |               |

#### Classement
|   | Équipe                              | Pts | J  | G  | N | P  | Bp  | Bc  | Diff |
| - | ----------------------------------- | --- | -- | -- | - | -- | --- | --- | ---- |
| 1 | Pays d'Aix Université Club handball | 69  | 26 | 20 | 3 | 3  | 800 | 695 | 105  |
| 2 | Billère Handball                    | 67  | 26 | 18 | 5 | 3  | 694 | 623 | 71   |
| 3 | Mulhouse Handball Sud Alsace        | 63  | 26 | 17 | 3 | 6  | 792 | 746 | 46   |
| 4 | Dijon Bourgogne HB (R)              | 61  | 26 | 16 | 3 | 7  | 707 | 672 | 35   |
| 5 | Saint-Marcel Vernon                 | 51  | 26 | 11 | 3 | 12 | 734 | 727 | 7    |
| 6 | HBC Semur-en-auxois                 | 50  | 26 | 12 | 0 | 14 | 751 | 739 | 12   |
| 7 | Chartres-Mainvilliers (P)           | 50  | 26 | 9  | 6 | 11 | 721 | 752 | -31  |

### Coupe de France
| Tour          | Date        | Domicile   | Visiteurs  | Score  |
| ------------- | ----------- | ---------- | ---------- | ------ |
| 1er tour      | exempt      | exempt     | exempt     | exempt |
| 2e tour       | exempt      | exempt     | exempt     | exempt |
| 3e tour       | 5 novembre  | Puteaux    | CMHB 28    | 28-40  |
| 32e de finale | 26 novembre | Saran (N1) | CMHB 28    | 25-28  |
| 16e de finale | 14 décembre | CMHB 28    | Ivry (LNH) | 27-37  |